# Europäisches Olympisches Sommer-Jugendfestival 2021/Leichtathletik
Die Leichtathletikwettbewerbe beim Europäischen Olympischen Sommer-Jugendfestival 2021 in Banská Bystrica fanden vom 25. bis zum 30. Juli statt. Austragungsort war das Štadión SNP.
Teilnahmeberechtigt waren Jugendliche der Jahrgänge 2006 und 2007. Jedes Nationale Olympische Komitee durfte einen Athleten pro Einzeldisziplin bei erfüllter Norm nominieren.

## Ergebnisse Mädchen

### 100 m
| Platz | Athletin           | Land | Zeit (s) |
| ----- | ------------------ | ---- | -------- |
| 1     | Alice Pagliarini   | ITA  | 11,69    |
| 2     | Vita Penezić       | CRO  | 11,81 PB |
| 3     | Ester Parohová     | CZE  | 11,87    |
| 4     | Itsaso Madariaga   | ESP  | 12,03    |
| 5     | Tereza Beňová      | SVK  | 12,07    |
| 6     | Jeynael Grangenois | FRA  | 12,06    |
| 7     | Miia Ott           | EST  | 12,18    |
| 8     | Zeynep Kaya        | TUR  | 12,19    |

Finale: 27. Juli
Wind: +1,2 m/s

### 200 m
| Platz | Athletin         | Land | Zeit (s) |
| ----- | ---------------- | ---- | -------- |
| 1     | Lara Jurčić      | CRO  | 24,05 PB |
| 2     | Maria Jarosińska | POL  | 24,30    |
| 3     | Elisa Marcello   | ITA  | 24,33    |
| 4     | Sarolta Kriszt   | HUN  | 24,41    |
| 5     | Linnea Englund   | SWE  | 24,58    |
| 6     | Tereza Beňová    | SVK  | 24,70    |
| 7     | Terezie Táborská | CZE  | 24,99    |
| 8     | Carla Martitegui | ESP  | 25,15    |

Finale: 28. Juli
Wind: −0,9 m/s

### 400 m
| Platz | Athletin          | Land | Zeit (s) |
| ----- | ----------------- | ---- | -------- |
| 1     | Eda Nur Tulum     | TUR  | 54,41    |
| 2     | Lenka Gymerská    | SVK  | 55,23 PB |
| 3     | Maria Capota      | ROU  | 55,33 PB |
| 4     | Julia Przewieźlik | POL  | 55,74    |
| 5     | Valentina Vaccari | ITA  | 55,75    |
| 6     | Alba Serrano      | ESP  | 55,76    |
| 7     | Shani Zakay       | ISR  | 56,15 PB |
| 8     | Hollie Kilroe     | IRL  | 57,54    |

Finale: 28. Juli

### 800 m
| Platz | Athletin        | Land | Zeit (min) |
| ----- | --------------- | ---- | ---------- |
| 1     | Maša Rajić      | SRB  | 2:11,95    |
| 2     | Lorenza de Noni | ITA  | 2:12,49    |
| 3     | Oliwia Bełczew  | POL  | 2:12,51    |
| 4     | Nicole Dinan    | IRL  | 2:12,92    |
| 5     | Petra Kis       | HUN  | 2:12,92    |
| 6     | Eliška Koletová | CZE  | 2:16,51    |
| 7     | Olja Galić      | CRO  | 2:18,52    |
|       | Nelly Floutakou | GRC  | DNS        |

Finale: 28. Juli

### 1500 m
| Platz | Athletin          | Land | Zeit (min) |
| ----- | ----------------- | ---- | ---------- |
| 1     | Ayça Fidanoğlu    | TUR  | 4:21,25    |
| 2     | Zuzanna Wiernicka | POL  | 4:23,17    |
| 3     | Austra Ošiņa      | LAT  | 4:25,11 PB |
| 4     | Saima Murić       | SRB  | 4:25,90 PB |
| 5     | Tia Tanja Živko   | SVN  | 4:28,38    |
| 6     | Ginevra Di Mugno  | ITA  | 4:28,84 PB |
| 7     | Stela Fernandes   | POR  | 4:30,47    |
| 8     | Wilma Ehrnborg    | SWE  | 4:30,95 PB |

Finale: 30. Juli

### 3000 m
| Platz | Athletin        | Land | Zeit (min)  |
| ----- | --------------- | ---- | ----------- |
| 1     | Viola Paoletti  | ITA  | 9:25,34 PB  |
| 2     | Edibe Yağız     | TUR  | 9:25,83 PB  |
| 3     | Carla Cabezas   | ESP  | 9:32,07 PB  |
| 4     | Clodagh Gill    | IRL  | 9:47,25 PB  |
| 5     | Lara Costa      | POR  | 9:54,72     |
| 6     | Myrto Valacha   | GRC  | 9:57,74 PB  |
| 7     | Alexandra Hudea | ROU  | 10:03,69    |
| 8     | Jana Mihálková  | SVK  | 11:00,43 PB |

30. Juli

### 5000 m Gehen
| Platz | Athletin             | Land | Zeit (min)  |
| ----- | -------------------- | ---- | ----------- |
| 1     | Lena Auvray          | FRA  | 22:55,52 PB |
| 2     | Aldara Meilan        | ESP  | 23:55,58 PB |
| 3     | Alexandra Kovacs     | HUN  | 23:17,79 PB |
| 4     | Justė Perveneckaitė  | LTU  | 23:27,50 PB |
| 5     | Gabriela Santos      | POR  | 23:48,50 PB |
| 6     | Sevastiani Aslanidou | GRC  | 23:52,51 PB |
| 7     | Beatrice Bertolone   | ITA  | 24:02,70    |
| 8     | Petra Kusá           | SVK  | 24:37,37 PB |

26. Juli

### 100 m Hürden (76 cm)
| Platz | Athletin           | Land | Zeit (s) |
| ----- | ------------------ | ---- | -------- |
| 1     | Mia Wild           | CRO  | 13,46 PB |
| 2     | Esther Sahlqvist   | SWE  | 13,56    |
| 3     | Sofia Pizzato      | ITA  | 13,62    |
| 4     | Amelia Kielar      | POL  | 13,75    |
| 5     | Viktorie Jánská    | CZE  | 13,84    |
| 6     | Camille Sonneville | BEL  | 13,92    |
| 7     | Hana Sekne         | SVN  | 14,15    |
| 8     | Jael Nöthiger      | SUI  | 14,20    |

Finale: 29. Juli
Wind: −0,2 m/s

### 400 m Hürden
| Platz | Athletin            | Land | Zeit (s) |
| ----- | ------------------- | ---- | -------- |
| 1     | Olha Maschanjenkowa | UKR  | 59,49 PB |
| 2     | Alexandra Uță       | ROU  | 59,65    |
| 3     | Amelia Zochniak     | POL  | 59,91 PB |
| 4     | Angéla Ecseri       | HUN  | 61,45    |
| 5     | Duna Viñals         | AND  | 61,58 PB |
| 6     | Lisa Blanc          | FRA  | 61,98    |
| 7     | Eliška Gašpárková   | SVK  | 63,34    |
| 8     | Carolina Molteni    | ITA  | 64,69    |

Finale: 28. Juli

### 2000 m Hindernis
| Platz | Athletin           | Land | Zeit (min) |
| ----- | ------------------ | ---- | ---------- |
| 1     | Greta Guerrero     | ESP  | 6:43,52 PB |
| 2     | Karolína Jarošová  | CZE  | 6:47,62 PB |
| 3     | Ceren Kılıç        | TUR  | 6:51,32 PB |
| 4     | Lena Pajęcka       | POL  | 7:00,99 PB |
| 5     | Mejra Mehmedović   | SRB  | 7:02,52 PB |
| 6     | Veroniki Bouga     | GRC  | 7:02,84    |
| 7     | Jule Jutta Lindner | GER  | 7:05,66 PB |
| 8     | Giulia Bernini     | ITA  | 7:07,59 PB |

28. Juli

### Medley-Staffel
| Platz | Land       | Athletinnen                                                              | Zeit (min) |
| ----- | ---------- | ------------------------------------------------------------------------ | ---------- |
| 1     | Italien    | Alice Pagliarini Sofia Pizzato Valentina Vaccari Elisa Marcello          | 2:11,27    |
| 2     | Polen      | Maja Woźniak Maria Jarosińska Anastazja Kuś Julia Przewieźlik            | 2:11,30    |
| 3     | Ungarn     | Petra Lalik Bori Rózsahegyi Angéla Ecseri Sarolta Kriszt                 | 2:11,59    |
| 4     | Tschechien | Ester Parohová Viktorie Jánská Terezie Táborská Viktorie Křížová         | 2:11,72    |
| 5     | Frankreich | Vanessa Lokuli Jeynael Grangenois Rose Perotin Lisa Laurencia Blanc      | 2:12,93    |
| 6     | Rumänien   | Melisa Niculae Raluca Raduca Maria Capota Alexandra Uță                  | 2:13,10    |
| 7     | Spanien    | Andrea Arjona Carla Martitegui Itsaso Madariaga Alba Serrano             | 2:13,45    |
| 8     | Österreich | Katharina Stadler Christiane Krifka Patricia Brunninger Elisabeth Golger | 2:14,54    |

Finale: 27. Juli

### Hochsprung
| Platz | Athletin           | Land | Höhe (m) |
| ----- | ------------------ | ---- | -------- |
| 1     | Jana Koščak        | CRO  | 1,84     |
| 2     | Nikolina Pejatović | SRB  | 1,82 PB  |
| 3     | Iren Sarabojukowa  | BUL  | 1,80 PB  |
| 4     | Ella Obeta         | GER  | 1,78     |
| 5     | Christiane Krifka  | AUT  | 1,78 PB  |
| 6     | Maja Słodzińska    | POL  | 1,73     |
| 7     | Aino Aalto         | FIN  | 1,73 PB  |
| 8     | Jade Marquis       | FRA  | 1,69     |

Finale: 27. Juli

### Stabhochsprung
| Platz | Athletin                 | Land | Höhe (m) |
| ----- | ------------------------ | ---- | -------- |
| 1     | Evgenia-Maria Panagiotou | GRC  | 3,95 PB  |
| 2     | Emma Mészáros            | HUN  | 3,95 PB  |
| 3     | Anna Šimková             | SVK  | 3,80     |
| 4     | Lilly Nichols            | POL  | 3,70     |
| 4     | Amelie Labouze           | FRA  | 3,70 PB  |
| 6     | Sarah Baumgartner        | AUT  | 3,60     |
| 7     | Apolena Švábíková        | CZE  | 3,60     |
| 8     | Cemile Güner             | TUR  | 3,60     |

28. Juli

### Weitsprung
| Platz | Athletin        | Land | Weite (m) |
| ----- | --------------- | ---- | --------- |
| 1     | Bori Rózsahegyi | HUN  | 6,16 PB   |
| 2     | Anna Ćurković   | CRO  | 5,99      |
| 3     | Viktorie Jánská | CZE  | 5,73      |
| 4     | Evgenia Schiza  | GRC  | 5,71      |
| 5     | Vanessa Lokuli  | FRA  | 5,62      |
| 6     | Monica Raduca   | ROU  | 5,62      |
| 7     | Ema Bendová     | SVK  | 5,61      |
| 8     | Tatiana Pereira | POR  | 5,52      |

Finale: 26. Juli

### Dreisprung
| Platz | Athletin                 | Land | Weite (m) |
| ----- | ------------------------ | ---- | --------- |
| 1     | Aurėja Beniušytė         | LTU  | 13,04 PB  |
| 2     | Tatiana Pereira          | POR  | 12,51 PB  |
| 3     | Elena Argirowa           | BUL  | 12,44 PB  |
| 4     | Jeanne Le Goff           | FRA  | 12,38     |
| 5     | Edna Eze                 | GER  | 12,29 PB  |
| 6     | Melina Zaragga           | GRC  | 12,21 PB  |
| 7     | Andria Pourikkou         | CYP  | 12,14     |
| 8     | Olubumi Precious Umukoro | ESP  | 11,89     |

Finale: 29. Juli

### Kugelstoßen (3 kg)
| Platz | Athletin           | Land | Weite (m) |
| ----- | ------------------ | ---- | --------- |
| 1     | Julia Michałowska  | POL  | 16,23     |
| 2     | Karolína Machová   | CZE  | 15,87 PB  |
| 3     | Carmen Welling     | FIN  | 15,63 PB  |
| 4     | Maria Rafailidou   | GRC  | 15,26 PB  |
| 5     | Özlem Özcan        | TUR  | 14,37     |
| 6     | Marija Strjelez    | UKR  | 14,15     |
| 7     | Finja Dziobek      | GER  | 13,77     |
| 8     | Stephanie Anyamele | SUI  | 13,72     |

Finale: 29. Juli

### Diskuswurf (1 kg)
| Platz | Athletin           | Land | Weite (m) |
| ----- | ------------------ | ---- | --------- |
| 1     | Frieda Echterhoff  | GER  | 43,24     |
| 2     | Natálie Fišerová   | CZE  | 40,99     |
| 3     | Anna Visan         | ROU  | 39,47     |
| 4     | Nuša Lužnik        | SVN  | 38,92     |
| 5     | Marija Strjelez    | UKR  | 38,22 PB  |
| 6     | Martina Lukaszek   | ITA  | 38,14     |
| 7     | Anna Maria Buchner | AUT  | 36,16     |
| 8     | Aino Ikaheimo      | FIN  | 35,59     |

26. Juli

### Hammerwurf (3 kg)
| Platz | Athletin             | Land | Weite (m) |
| ----- | -------------------- | ---- | --------- |
| 1     | Patricia Kamga       | SWE  | 65,92 PB  |
| 2     | Marie Rougetet       | FRA  | 61,95 PB  |
| 3     | Zuzana Štejfová      | CZE  | 61,53 PB  |
| 4     | Karīna Jansena       | LAT  | 59,83 SB  |
| 5     | Valentina Drakopolou | GRC  | 58,60     |
| 6     | Ángeles Jiménez      | ESP  | 58,36 PB  |
| 7     | Fanni Fertig         | HUN  | 57,10     |
| 8     | Aneta Orzechowska    | POL  | 55,61     |

28. Juli

### Speerwurf (500 g)
| Platz | Athletin           | Land | Weite (m) |
| ----- | ------------------ | ---- | --------- |
| 1     | Rebecca Nelimarkka | FIN  | 51,69 PB  |
| 2     | Heti Vaat          | EST  | 49,95     |
| 3     | Gréta Illyés       | HUN  | 49,03 PB  |
| 4     | Selina Capaul      | SUI  | 49,00     |
| 5     | Orinta Navikaitė   | LTU  | 48,92     |
| 6     | Eleni Dima         | GRC  | 45,52     |
| 7     | Nisanur Akdoğan    | TUR  | 44,70     |
| 8     | Elza Lazdiņa       | LAT  | 43,86     |

27. Juli

### Siebenkampf
| Platz | Athletin           | Land | Punkte |
| ----- | ------------------ | ---- | ------ |
| 1     | Lucia Acklin       | SUI  | 5416   |
| 2     | Viola Hambidge     | EST  | 5383   |
| 3     | Maresa Hense       | GER  | 5246   |
| 4     | Ísold Sævarsdóttir | ISL  | 5142   |
| 5     | Albina Saizewa     | UKR  | 5079   |
| 6     | Adéla Hanáková     | CZE  | 4895   |
| 7     | Oceane Maniez      | FRA  | 4774   |
| 8     | Irene Bravo        | ESP  | 4771   |

28./29. Juli

## Ergebnisse Jungen

### 100 m
| Platz | Athlet              | Land | Zeit (s)  |
| ----- | ------------------- | ---- | --------- |
| 1     | Zalán Deák          | HUN  | 10,59 PB  |
| 2     | Ylann Bizasene      | FRA  | 10,72 =PB |
| 3     | Daniel Casados      | ESP  | 10,77 =PB |
| 4     | Andreas Kase        | EST  | 10,80 PB  |
| 5     | Tomasz Bajraszewski | POL  | 10,81     |
| 6     | Jesse Osas          | IRL  | 10,86 PB  |
| 7     | David Kantzog       | GER  | 10,87     |
| 8     | Ido Peretz          | ISR  | 10,92     |

Finale: 26. Juli
Wind: +1,3 m/s

### 200 m
| Platz | Athlet                 | Land | Zeit (s) |
| ----- | ---------------------- | ---- | -------- |
| 1     | William Trulsson       | SWE  | 21,07    |
| 2     | Danielius Vasiliauskas | LTU  | 21,56 PB |
| 3     | Radosław Lach          | POL  | 21,61    |
| 4     | Dániel Alexovics       | HUN  | 21,89 PB |
| 5     | Toby Thompson          | IRL  | 22,19    |
| 6     | Jonáš Fleisig          | CZE  | 22,52    |
| 7     | Val Velkavrh           | SLO  | 22,56    |
|       | Jiky Tessier           | FRA  | DNS      |

Finale: 29. Juli
Wind: +1,4 m/s

### 400 m
| Platz | Athlet               | Land | Zeit (s)    |
| ----- | -------------------- | ---- | ----------- |
| 1     | Noam Mamu            | ISR  | 47,60 NU20R |
| 2     | Fabián Vidal         | ESP  | 48,66       |
| 3     | Matthew Galea Soler  | MLT  | 48,84 PB    |
| 4     | Frane Delonga        | CRO  | 49,75       |
| 5     | Vladimiros Andreadis | GRC  | 49,77       |
| 6     | Ondřej Loupal        | CZE  | 49,88       |
| 7     | Jiky Tessier         | FRA  | 50,34       |
|       | Jakub Szarapo        | FRA  | DNF         |

Finale: 28. Juli

### 800 m
| Platz          | Athlet           | Land | Zeit (min) |
| -------------- | ---------------- | ---- | ---------- |
| 1              | Yanis Vanlanduyt | FRA  | 1:56,96    |
| 2              | Žan Ogrinc       | SLO  | 1:57,98    |
| 3              | Nuno Cordeiro    | POR  | 1:58,87    |
| 4              | Jānis Stūrītis   | LAT  | 1:59,55    |
| 5              | Mazlum Tunçer    | TUR  | 2:02,87    |
|                | David Antón      | ESP  | DSQ        |
| Senan O’Reilly | IRL              | DNS  |            |
| Péter Csikós   | SVK              | DNS  |            |

Finale: 29. Juli

### 1500 m
| Platz | Athlet                  | Land | Zeit (min) |
| ----- | ----------------------- | ---- | ---------- |
| 1     | Latena Cervone          | ITA  | 4:02,30    |
| 2     | Albert Szirbek          | HUN  | 4:02,69    |
| 3     | Sean Cronin             | IRL  | 4:02,81    |
| 4     | Tarik El Amri El Komiry | ESP  | 4:03,69    |
| 5     | Aldin Ćatović           | SRB  | 4:03,89    |
| 6     | Baptiste Housseaux      | FRA  | 4:05,55    |
| 7     | Reda Aouragh            | BEL  | 4:06,08    |
| 8     | Yonathan Drozhninov     | ISR  | 4:06,11    |

26. Juli

### 3000 m
| Platz | Athlet                   | Land | Zeit (min) |
| ----- | ------------------------ | ---- | ---------- |
| 1     | Karl Ottfalk             | SWE  | 8:23,80    |
| 2     | Lucian Ștefan            | ROU  | 8:28,13 PB |
| 3     | Vittore Simone Borromini | ITA  | 8:28,55 PB |
| 4     | Cormac Dixon             | IRL  | 8:28,62 PB |
| 5     | Oscar Gaitan             | ESP  | 8:40,45    |
| 6     | Azat Ozkan               | TUR  | 8:44,57 PB |
| 7     | Come Le Baron            | FRA  | 8:45,42    |
| 8     | Daniel Marák             | CZE  | 8:47,52 PB |

29. Juli

### 5000 m Gehen
| Platz | Athlet             | Land | Zeit (min)  |
| ----- | ------------------ | ---- | ----------- |
| 1     | Daniel Monfort     | ESP  | 21:22,02 PB |
| 2     | Nick Joel Richardt | GER  | 22:02,70 PB |
| 3     | Matteo Arisi       | ITA  | 22:02,71 PB |
| 4     | Roman Horbatschow  | UKR  | 22:16,43 PB |
| 5     | Lukáš Rosenbaum    | SVK  | 23:42,57    |
|       | Furkan Yaran       | TUR  | DSQ         |
|       | Benjamin Bor       | HUN  | DNS         |

25. Juli

### 110 m Hürden (91 cm)
| Platz | Athlet          | Land | Zeit (s) |
| ----- | --------------- | ---- | -------- |
| 1     | Matyáš Zach     | CZE  | 13,60    |
| 2     | Janko Kišak     | CRO  | 13,74 PB |
| 3     | Iker Moreno     | ESP  | 13,77 PB |
| 4     | Steven Leppoja  | EST  | 13,98    |
| 5     | Martin de Greef | BEL  | 14,16    |
| 6     | Jakub Zachara   | POL  | 14,16 PB |
| 7     | Jonatan Toldy   | GER  | 14,21 PB |
|       | Peter David     | SVK  | DNF      |

Finale: 28. Juli
Wind: +3,0 m/s

### 400 m Hürden (84 cm)
| Platz | Athlet                 | Land | Zeit (s) |
| ----- | ---------------------- | ---- | -------- |
| 1     | Wassim Taouil          | FRA  | 52,93 PB |
| 2     | Samuel Jönsson         | SWE  | 52,95 PB |
| 3     | Kacper Uliński         | POL  | 53,76 PB |
| 4     | Myron Rethymniotakis   | GRC  | 55,17 PB |
| 5     | Iñigo Alfonso Burguete | ESP  | 56,01    |
| 6     | Nebojša Ilić           | SRB  | 56,48    |
| 7     | Dimitar Pandeliew      | BUL  | 56,93    |
| 8     | Levente Bodrogi        | HUN  | 57,33    |

Finale: 29. Juli

### 2000 m Hindernis
| Platz | Athlet           | Land | Zeit (min) |
| ----- | ---------------- | ---- | ---------- |
| 1     | Mario Palencia   | ESP  | 5:46,94 PB |
| 2     | Jan Škarban      | CZE  | 5:47,96 PB |
| 3     | Mihai Șavlovschi | ROU  | 5:50,91 PB |
| 4     | Benjamín Szabó   | HUN  | 5:45,23 PB |
| 5     | Sem Serrano      | BEL  | 5:58,19 PB |
| 6     | Matko Belčić     | CRO  | 6:03,79 PB |
| 7     | Damjan Eror      | AUT  | 6:03,91 PB |
| 8     | Tiago Machado    | POR  | 6:06,13    |

30. Juli

### Medley-Staffel
| Platz | Land         | Athleten                                                                      | Zeit (min) |
| ----- | ------------ | ----------------------------------------------------------------------------- | ---------- |
| 1     | Polen        | Tomasz Bajraszewski Radosław Lach Rafał Dziewięcki Jakub Szarapo              | 1:53,70    |
| 2     | Ungarn       | Ádám Trenka Zalán Deák Dániel Alexovics Péter Fodor                           | 1:55,43    |
| 3     | Spanien      | Iker Moreno Daniel Casado Íñigo Alfonso Burguete Fabián Vidal                 | 1:55,80    |
| 4     | Tschechien   | Milan Vích Jonáš Fleisig Matyáš Zach Ondřej Loupal                            | 1:55,84    |
| 5     | Griechenland | Ioannis Gkartsios Christos Drogalas Myron Rethymniotakis Vladimiros Andreadis | 1:57,36    |
| 6     | Irland       | Osamudiamen Osas Toby Thompson Cormac Crotty Jason O’Reilly                   | 1:57,79    |
| 7     | Italien      | Lorenzo Vera Matteo Togni Federico Azzolina Latena Cervone                    | 1:58,08    |
| 8     | Rumänien     | Vlad Dumitra Adrian Dohotariu Tiberiu Rusu Darius Gavriloaia                  | 2:00,28    |

Finale: 30. Juli

### Hochsprung
| Platz | Athlet             | Land | Höhe (m) |
| ----- | ------------------ | ---- | -------- |
| 1     | Sebastian Antosiak | POL  | 2,06     |
| 2     | Elijah Pasquier    | FRA  | 2,04     |
| 3     | Bubacar Junior     | POR  | 1,98 PB  |
| 4     | Yasir Kuduban      | TUR  | 1,95     |
| 5     | Matwij Tschausch   | UKR  | 1,95 PB  |
| 6     | Jakub Ráček        | CZE  | 1,92     |
| 7     | Stefan Gagiu       | ROU  | 1,89     |
| 8     | Christo Atanassow  | BUL  | 1,89     |

27. Juli

### Stabhochsprung
| Platz | Athlet                     | Land | Höhe (m) |
| ----- | -------------------------- | ---- | -------- |
| 1     | Ylio Philtjens             | BEL  | 4,95 PB  |
| 2     | Pavlos Kriaras             | GRC  | 4,90 PB  |
| 2     | Karl Kristjan Pohlak       | EST  | 4,90 PB  |
| 4     | Jacob Semb-Josefson        | SWE  | 4,50     |
| 4     | Tommi Järvenpää            | FIN  | 4,50 PB  |
| 6     | Julius Rudorfer            | AUT  | 4,40 PB  |
| 7     | Piotr Wołoszyn             | POL  | 4,30     |
| 8     | Jules de la Faye de Guerre | FRA  | 4,15     |

29. Juli

### Weitsprung
| Platz | Athlet                 | Land | Weite (m) |
| ----- | ---------------------- | ---- | --------- |
| 1     | Petr Meindlschmid      | CZE  | 7,29 =PB  |
| 2     | Eugen-Cristian Popescu | ROU  | 7,25 PB   |
| 3     | Nicholas Gavagni       | ITA  | 6,73      |
| 4     | Ylann Bizasene         | FRA  | 6,70      |
| 5     | Ádám Trenka            | HUN  | 6,55      |
| 6     | Ron Sebastian Puiestee | EST  | 6,54      |
| 7     | Yusuf Şenödeyici       | TUR  | 6,37      |
| 8     | Brajan Avia            | MKD  | 6,33      |

29. Juli

### Dreisprung
| Platz | Athlet             | Land | Weite (m) |
| ----- | ------------------ | ---- | --------- |
| 1     | Ioannis Gkartsios  | GRC  | 15,19 PB  |
| 2     | Antranik Ashdjian  | CYP  | 14,66 PB  |
| 3     | Bojan Hadjitodorof | BUL  | 14,59     |
| 4     | Álex López         | ESP  | 14,47     |
| 5     | Emre Çolak         | TUR  | 14,13 PB  |
| 6     | Eduard Unguroaica  | ROU  | 13,94     |
| 7     | Patrik Kerék       | HUN  | 13,69     |
| 8     | Filippo Valotti    | ITA  | 13,66     |

27. Juli

### Kugelstoßen (5 kg)
| Platz | Athlet            | Land | Weite (m) |
| ----- | ----------------- | ---- | --------- |
| 1     | Arnau Llorens     | ESP  | 16,67     |
| 2     | Marco Nardocci    | ITA  | 16,65     |
| 3     | Denis Cutcovețchi | MDA  | 15,93 PB  |
| 4     | Kacper Kuczaj     | POL  | 15,62     |
| 5     | Luka Sanadse      | GEO  | 15,61     |
| 6     | Arminas Ačas      | LTU  | 15,60 PB  |
| 7     | Antoine Pottier   | FRA  | 15,18     |
| 8     | Antonio Axentiev  | ROU  | 14,90     |

26. Juli

### Diskuswurf (1,5 kg)
| Platz | Athlet                  | Land | Weite (m) |
| ----- | ----------------------- | ---- | --------- |
| 1     | Mihai Motorca           | ROU  | 57,12     |
| 2     | Zsombor Dobó            | HUN  | 16,65     |
| 3     | Mico Lampinen           | FIN  | 56,59     |
| 4     | Raits Markus            | LAT  | 55,38 PB  |
| 5     | Cian Crampton           | IRL  | 54,76 PB  |
| 6     | Samuel Conjungo-Taumhas | FRA  | 53,79     |
| 7     | David Jarolímek         | CZE  | 52,19 PB  |
| 8     | Benjamin Rannik         | EST  | 49,95     |

29. Juli

### Hammerwurf (5 kg)
| Platz | Athlet              | Land | Weite (m) |
| ----- | ------------------- | ---- | --------- |
| 1     | Ármin Szabados      | HUN  | 72,64     |
| 2     | Mico Lampinen       | FIN  | 69,40 PB  |
| 3     | Ilia Ciui           | MDA  | 69,33     |
| 4     | Artem Tscherkaschyn | UKR  | 68,35 PB  |
| 5     | Andraž Rajher       | SVN  | 76,44     |
| 6     | Nikolaos Sidirenios | GRE  | 65,54     |
| 7     | Wiktor Kruszwic     | POL  | 63,24 PB  |
| 8     | Davide Camilli      | ITA  | 61,41 PB  |

26. Juli

### Speerwurf (700 g)
| Platz | Athlet            | Land | Weite (m) |
| ----- | ----------------- | ---- | --------- |
| 1     | Roch Krukowski    | POL  | 74,63 PB  |
| 2     | Attila Herczeg    | HUN  | 69,46 PB  |
| 3     | Štěpán Šípek      | CZE  | 66,63     |
| 4     | Topi Räsänen      | FIN  | 64,45     |
| 5     | Valentin Ispas    | ROU  | 62,45 PB  |
| 6     | Pietro Colonnella | ITA  | 60,21     |
| 7     | Molham Hawana     | EOK  | 56,78     |
| 8     | Victor Richy      | FRA  | 56,67     |

29. Juli

### Zehnkampf
| Platz | Athlet              | Land | Punkte |
| ----- | ------------------- | ---- | ------ |
| 1     | Alvar Nik Adler     | GER  | 6977   |
| 2     | Atvars Paļulis      | LAT  | 6790   |
| 3     | Milan Vích          | CZE  | 6604   |
| 4     | Salvador García     | ESP  | 6244   |
| 5     | Denis Hrabar        | POR  | 5772   |
| 6     | Alexandre Tchao-Ago | FRA  | 5475   |

26./27. Juli